# Tabgha

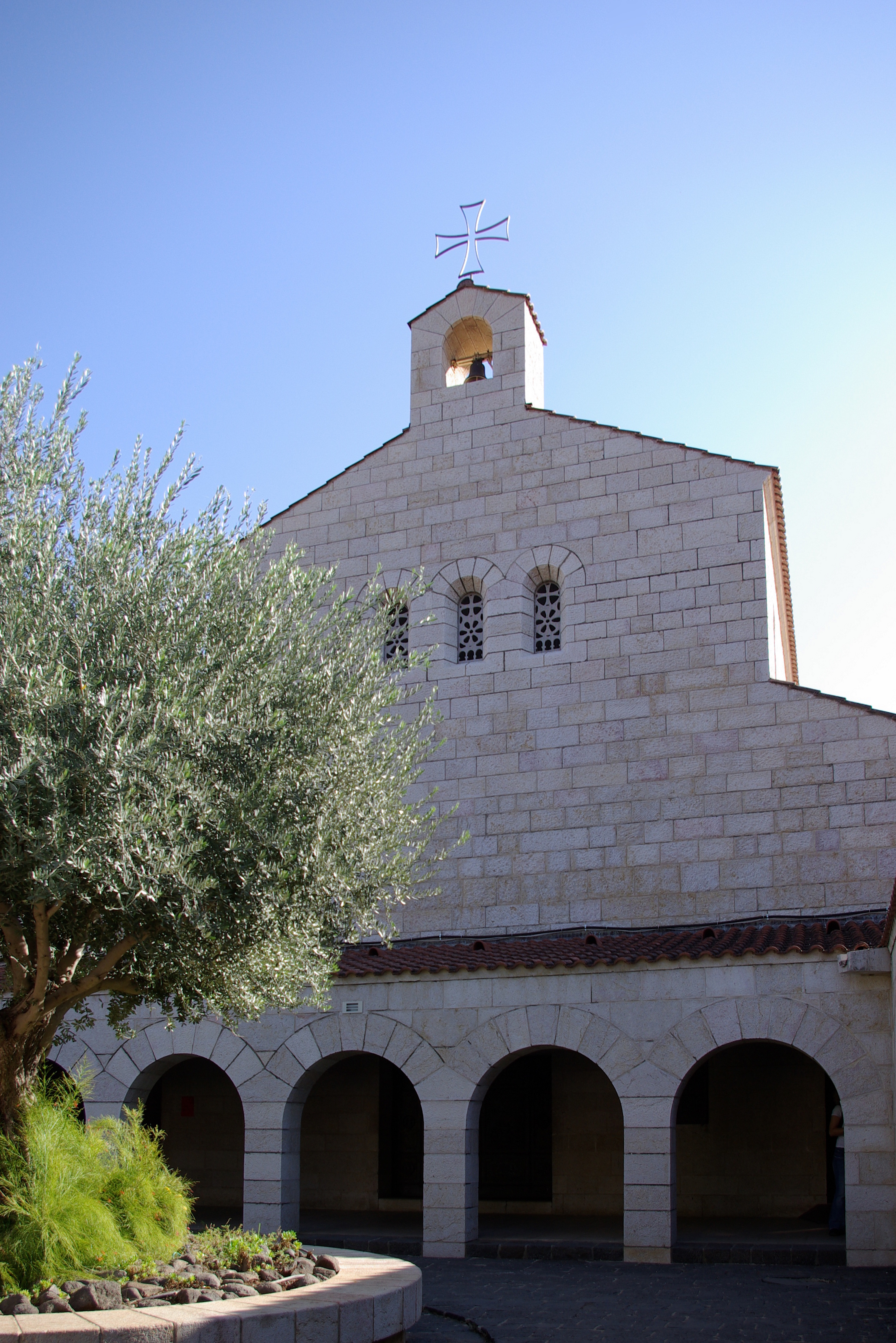
L'église de la Multiplication.

Tabgha est un site situé sur la rive nord-ouest de la mer de Galilée (ou lac de Tibériade), en Israël. La tradition biblique y localise le miracle de la multiplication des pains (Mc.6:30-44) et l'apparition du Christ ressuscité à Pierre et six autres disciples tel que raconté en Jn.21:1-23.
Jusqu'en 1948 il s'y trouvait un village palestinien dont les habitants ont été expulsés.

## Historique
Le plus ancien bâtiment de Tabgha est une petite chapelle datant du IVe siècle apr. J.-C. Le monastère et l'église furent bâtis au Ve siècle. Même si certains datent la destruction du site au moment de la conquête par les Arabes, l'église fut plus probablement détruite en 614 durant l'invasion des Perses.
En 1932, deux archéologues allemands (Mader et Schneider) découvrirent des murs et certaines mosaïques. En 1980, après des fouilles plus approfondies, l'église fut finalement restaurée sous sa forme byzantine, incluant des portions des mosaïques d'origine.
Aujourd'hui, l'église de la Multiplication et ses alentours appartiennent à l'Association catholique pour la Terre Sainte, dirigée par l'archevêque de Cologne. L'autre église de Tabgha, l'église de la primauté, est entre les mains des franciscains de la custodie de Terre Sainte. 

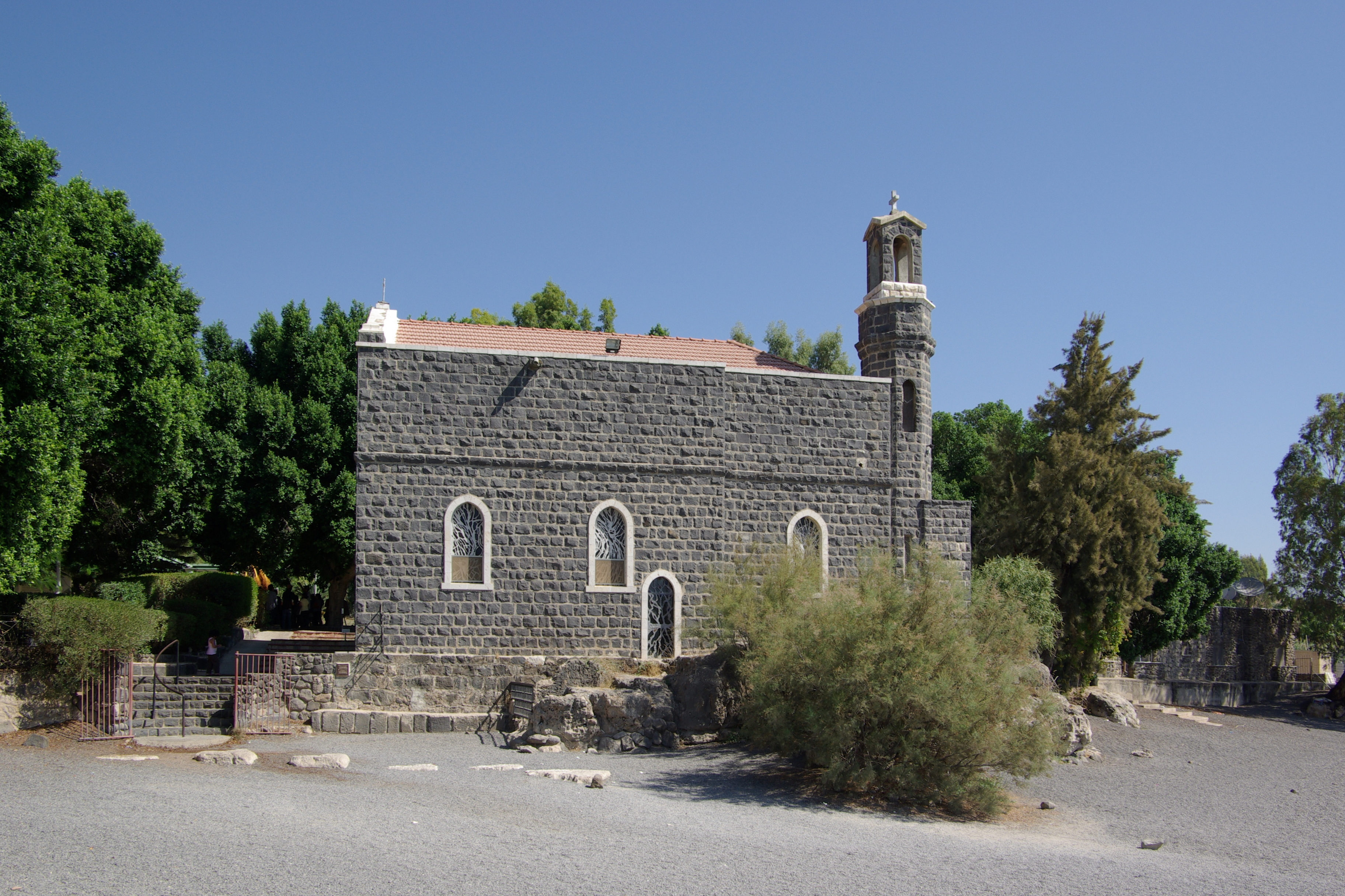
Église de la primauté de Pierre
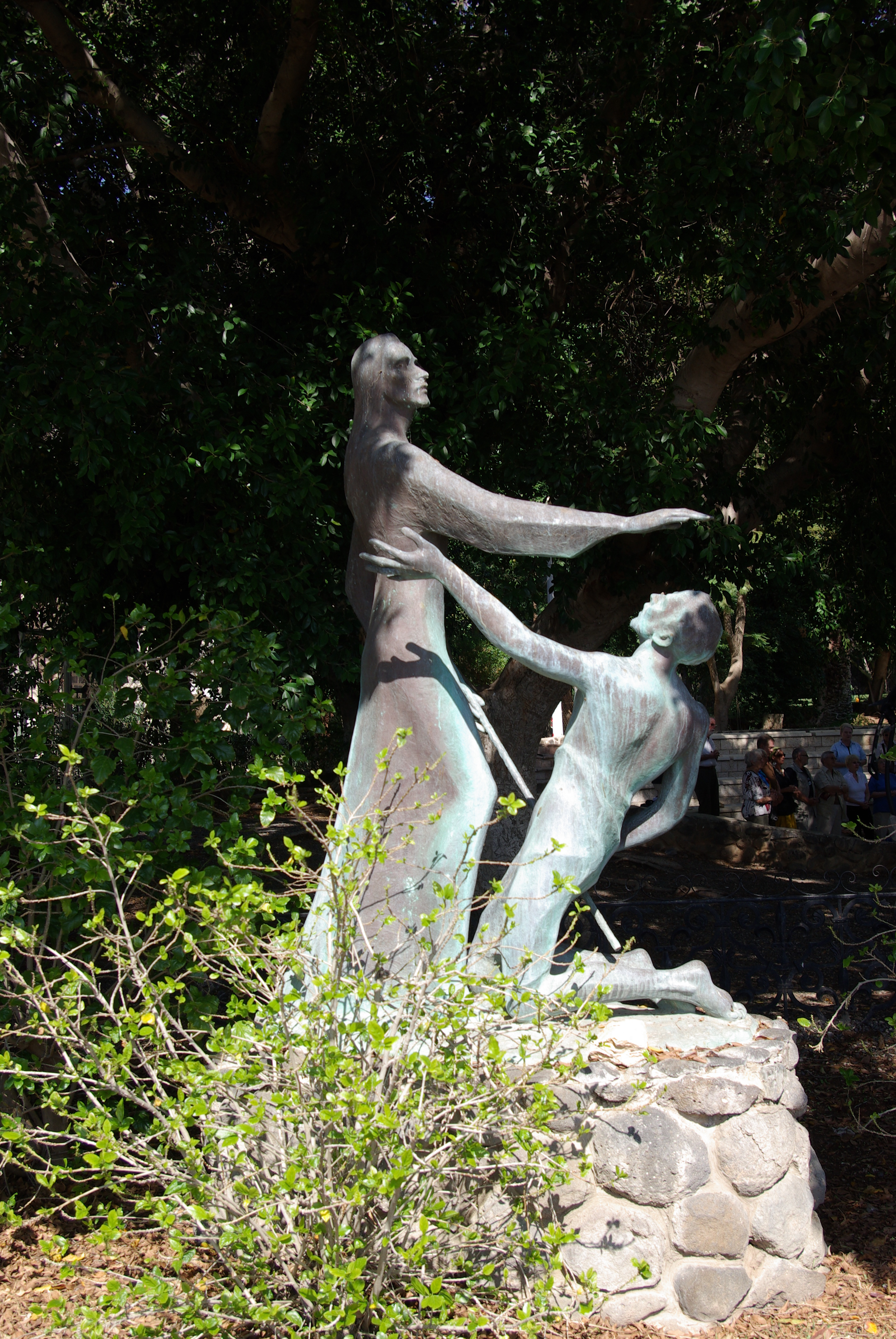
Statue de Jésus et Pierre
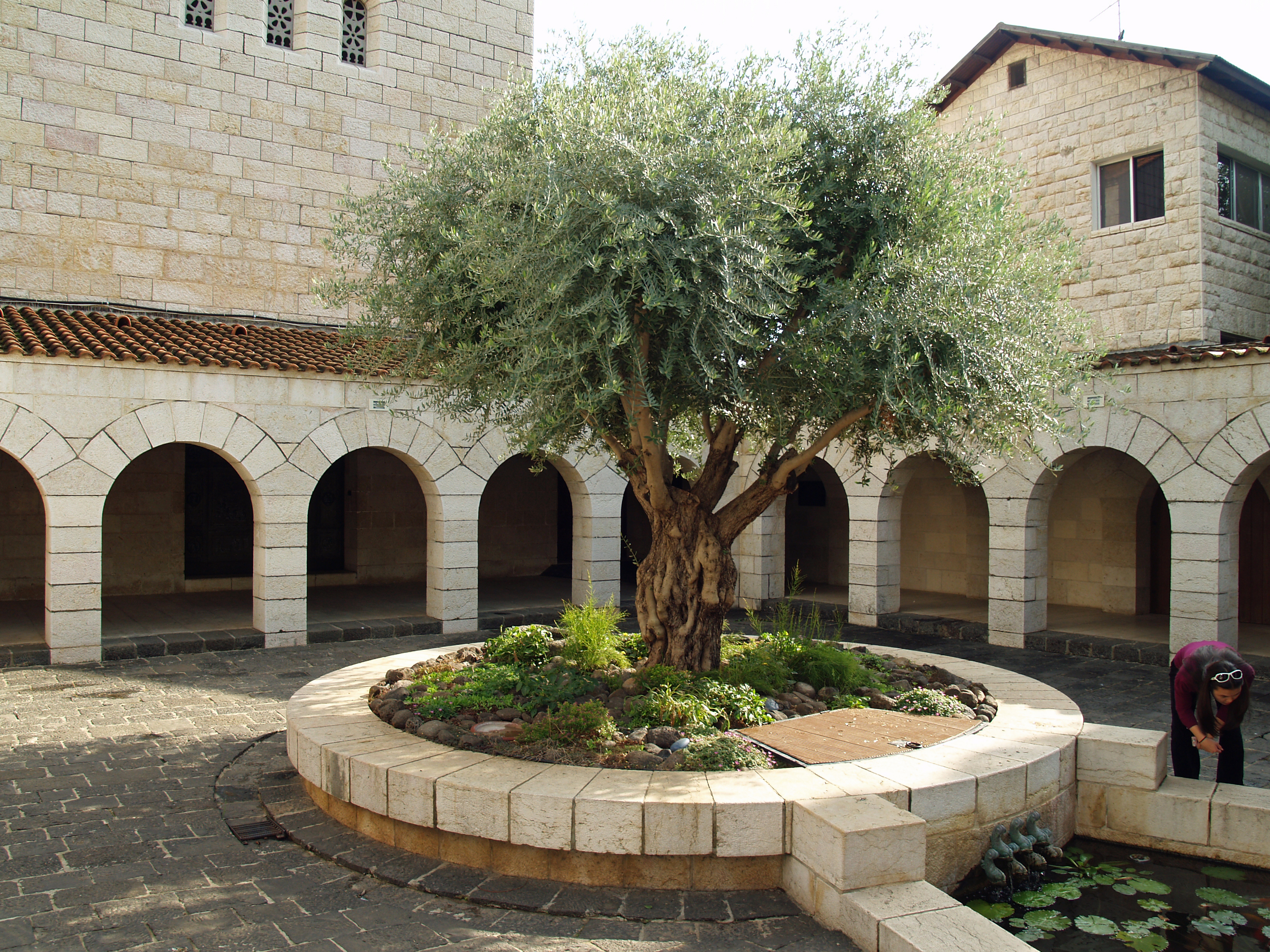
Église de la Multiplication - la cour intérieure
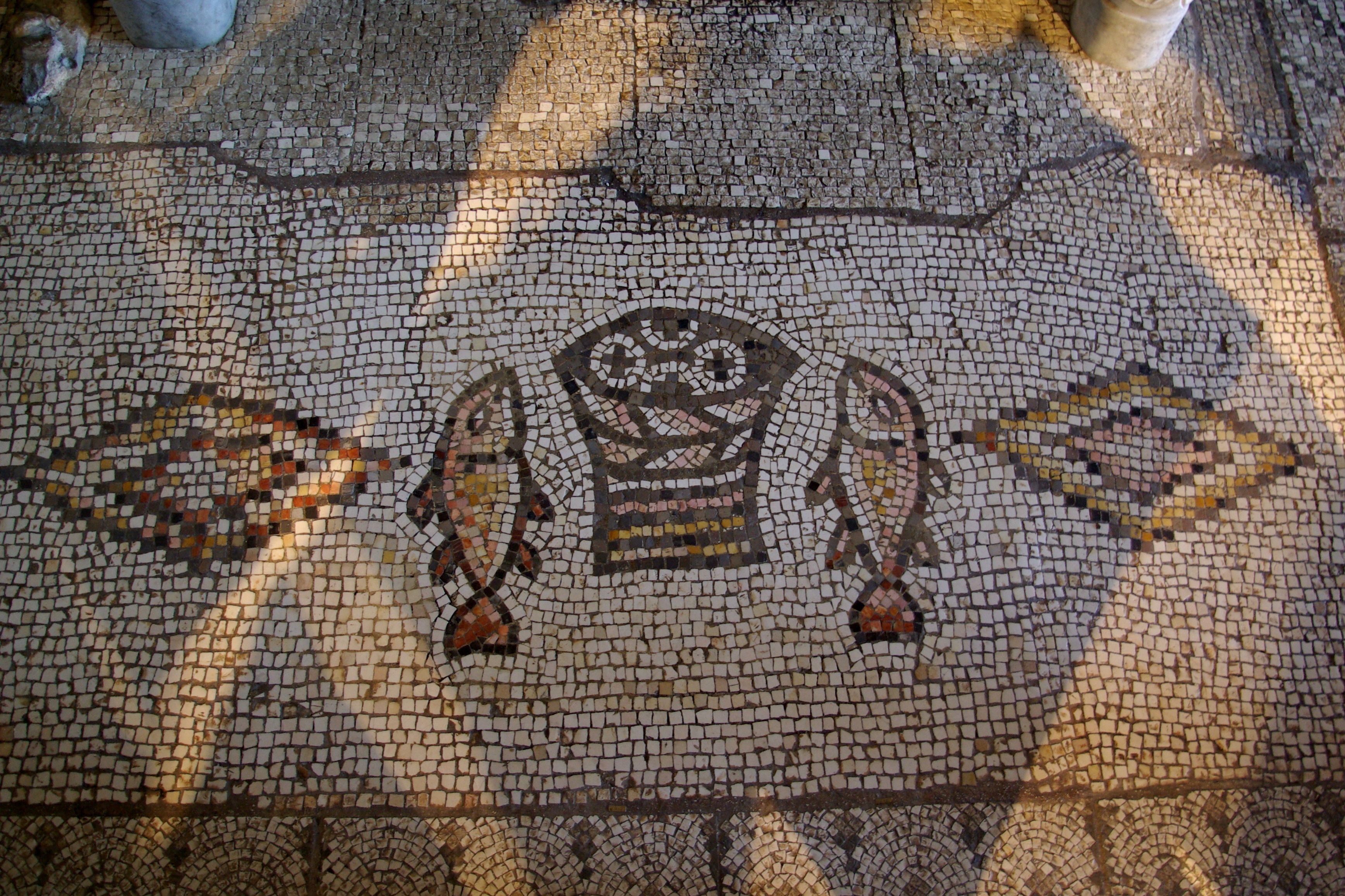
La mosaïque des pains et des poissons